# 趙瑨
趙瑨（1201年—1280年），金朝、蒙古帝国将领，金朝末年、元朝初年云中蔚州飞狐县（今河北蔚县南）人。
父亲趙昆，在金朝為帥府評事。兄长趙珪，以万户守飛狐城。1210年，趙昆去世，趙珪送其母至蠡州，留趙瑨於飛狐。赵瑨迁居中山安喜。年少不羁，习武事。1213年，降蒙古军。1217年，木华黎署赵瑨为百户，从攻蠡州（今河北蠡县）、相州（今河南安阳）等地。攻相州时，鼻侧中流矢。箭镞出于脑后，拔矢再战，破其城，以功升冀州行军都元帅赵瑨让其兄赵珪，于是改授他为军民总管。后来转任易州达鲁花赤。窝阔台时，任权中都事，1233年在兴州讨平赵、扬，升中山、真定二路达鲁花赤。中统三年（1262年），詔立十道宣慰司，以趙瑨為順天宣慰使。至元元年（1264年）转任淄莱路总管。至元六年（1269年）改任太原路总管。至元十二年（1275年）升任燕南道提刑按察使。至元十四年（1277年）官至河南道提刑按察使。至元十六年（1279年）致仕。至元十七年（1280年）去世，年八十岁。皇慶元年（1312年），贈儀同三司、太保、上柱国、追封定国公，諡襄穆。子赵秉温。